# Fabio Dal Cin
Fabio Dal Cin (Vittorio Veneto, 23 gennaio 1965) è un arcivescovo cattolico italiano, dal 20 maggio 2017 prelato di Loreto e delegato pontificio per il santuario della Santa Casa.

## Biografia
Nasce a Vittorio Veneto, sede vescovile in provincia di Treviso, il 23 gennaio 1965.

### Formazione e ministero sacerdotale
Frequenta il seminario minore e poi quello maggiore della diocesi di Vittorio Veneto. Ottiene la licenza in sacra teologia con specializzazione liturgico‑pastorale.
Il 7 dicembre 1990 è ordinato presbitero, a Sarmede, dal vescovo Eugenio Ravignani.
Dopo l'ordinazione sacerdotale ricopre l'incarico di vicario parrocchiale del duomo di Motta di Livenza. Nel 2000 il vescovo Alfredo Magarotto lo nomina delegato vescovile per la pastorale vocazionale e direttore del Centro diocesano vocazioni, di cui era già stato vicedirettore. Nel 2003 viene chiamato a ricoprire il doppio incarico di cerimoniere vescovile, dove assiste i vescovi Alfredo Magarotto e Giuseppe Zenti, e di animatore del seminario maggiore.
Nel marzo 2007 papa Benedetto XVI lo nomina officiale della Congregazione per i vescovi. Nel 2011 ottiene il dottorato in teologia al Pontificio Ateneo Sant'Anselmo di Roma. Il 10 settembre 2012 diviene cappellano di Sua Santità.

### Ministero episcopale
Il 20 maggio 2017 papa Francesco lo nomina, con dignità di arcivescovo, prelato di Loreto, delegato pontificio per il santuario della Santa Casa e per la basilica di Sant'Antonio di Padova; succede all'arcivescovo Giovanni Tonucci, dimessosi per raggiunti limiti di età.
Il 9 luglio 2017 riceve l'ordinazione episcopale, nella cattedrale di Vittorio Veneto, dal cardinale Marc Ouellet, prefetto della Congregazione per i vescovi, co-consacranti il vescovo di Vittorio Veneto Corrado Pizziolo e l'arcivescovo Giovanni Tonucci, suo predecessore a Loreto. Il successivo 2 settembre prende possesso della prelatura territoriale.
Il 27 giugno 2023 gli succede nell'incarico di delegato per la basilica di Sant'Antonio di Padova l'arcivescovo Diego Giovanni Ravelli, maestro delle celebrazioni liturgiche pontificie.

## Genealogia episcopale
La genealogia episcopale è:
- Cardinale Scipione Rebiba
- Cardinale Giulio Antonio Santori
- Cardinale Girolamo Bernerio, O.P.
- Arcivescovo Galeazzo Sanvitale
- Cardinale Ludovico Ludovisi
- Cardinale Luigi Caetani
- Cardinale Ulderico Carpegna
- Cardinale Paluzzo Paluzzi Altieri degli Albertoni
- Papa Benedetto XIII
- Papa Benedetto XIV
- Papa Clemente XIII
- Cardinale Enrico Benedetto Stuart
- Papa Leone XII
- Cardinale Chiarissimo Falconieri Mellini
- Cardinale Camillo Di Pietro
- Cardinale Mieczysław Halka Ledóchowski
- Cardinale Jan Maurycy Paweł Puzyna de Kosielsko
- Arcivescovo Józef Bilczewski
- Arcivescovo Bolesław Twardowski
- Arcivescovo Eugeniusz Baziak
- Papa Giovanni Paolo II
- Cardinale Marc Ouellet, P.S.S.
- Arcivescovo Fabio Dal Cin